# Фторид плутонила
Фторид плутонила — неорганическое соединение,
осно́вная соль плутония и плавиковой кислоты
с формулой PuO2F2,
серые кристаллы,
не растворяется в воде.

## Получение
- Действие плавиковой кислоты на оксид плутония(VI):

{\displaystyle {\mathsf {PuO_{3}\cdot xH_{2}O+2HF\ {\xrightarrow {}}\ PuO_{2}F_{2}+(x+1)H_{2}O}}}
- Гидролиз гексафторида плутония:

{\displaystyle {\mathsf {PuF_{6}+2H_{2}O\ {\xrightarrow {0^{o}C}}\ PuO_{2}F_{2}+4HF}}}

## Физические свойства
Фторид плутонила образует серые кристаллы,
не растворяется в воде,
растворяется в плавиковой кислоте.
Из водных растворов выделяется розовый гидрат переменного состава PuO2F2•х H2O.